# 23750 Stepciechan
1998 KQ35 (asteroide 23750) é um corpo celeste do Cinturão de Asteroides, localizado entre Marte e Júpiter. Possui uma excentricidade de 0.11321120 e uma inclinação de 5.79133º.
Este asteroide foi descoberto no dia 22 de maio de 1998 por LINEAR em Socorro.